# Lasianthus sterrophyllus
Lasianthus sterrophyllus är en måreväxtart som beskrevs av Elmer Drew Merrill. Lasianthus sterrophyllus ingår i släktet Lasianthus och familjen måreväxter. Inga underarter finns listade i Catalogue of Life.